# فات الميعاد
فات الميعاد هي أغنية من تأليف مرسي جميل عزيز، وتلحين بليغ حمدي، وغنتها أم كلثوم عام 1967. وهي على مقام سيكا

## حكاية الأغنية
يمثل هذا العمل التعاون الثاني بين أم كلثوم والشاعر الغنائي الجليل مرسي جميل عزيز، بعد رائعتهما «سيرة الحب» عام 1964، من تأليف الرائع بليغ حمدي، وفي عام 1962، قام حمدي بتأليف لحن حزين لأم كلثوم بعنوان «أنا وأنت ظلمنا الحب». لسوء الحظ، لم يتردد صداها على نطاق واسع، ربما بسبب لحنها الكئيب. إدراكًا للفرق الدقيق بين تلحين الأغنية المسرحية الطويلة يختلف عن تلحين الأغنية القصيرة، ولذلك عندما عرضت عليه كلمات «فات الميعاد» ذات الطابع الحزين، قرر أن يضمنها شيئاً من الألحان المرحة مع عدم الإخلال بالجو العام للأغنية.
تبدأ المقطوعة بمقدمة موسيقية هادئة، تدمج الإيقاعات بمهارة وتبرز بشكل واضح آلة الساكسفون، التي يعزفها سمير سرور ببراعة، لتكون أول أغنية له خلف أم كلثوم. يبشر المقطع الأول «ياما كنت أتمنى أقابلك بابتسامة» بمقدمة موسيقية رائعة، تمزج بين الأصوات المتناغمة لآلات الساكسفون والجيتار والكمان والقانون والأكورديون. 
أما المقطع الثاني «الليل ودقة الساعات تصحي الليل»، تنفرد فيه الآلات الكمان بالعزف بمقطوعة تميل إلى الجو الشعبي المصري وهو أكثر ما يشتهر به بليغ، ومن ضمن كلمات هذا المقطع كلمات اشتهرت كثيراً وهي:
تمثل هذه الأغنية الأغنية العاطفية الوحيدة التي غنتها أم كلثوم في ذلك العام المضطرب، حيث أوقفت هزيمة الجيوش العربية في حرب 1967 إصدار ألحان جديدة، ومع ذلك، فقد كانت واحدة من الأغاني المؤثرة التي قدمتها أم كلثوم خلال جولتها للدول العربية في أعقاب الحرب.[بحاجة لمصدر]

## كلمات الأغنية
فات المعاد... وبقينا بعاد بعاد بعاد
والنار النار النار بقت... النار دخان ورماد.. فات... فات المعاد... وبقينا بعاد بعاد بعاد
والنار النار النار بقت... النار دخان ورماد.. فات... فات المعاد... وبقينا بعاد بعاد بعاد
والنار النار النار بقت... النار دخان ورماد.. فات... فات المعاد
تفيد بإيه يا ندم يا ندم يا ندم... وتعمل إيه يا عتاب
تفيد بإيه يا ندم يا ندم يا ندم... وتعمل إيه يا عتاب
طالت ليالى.. ليالى.. ليالى الألم
طالت ليالى.. ليالى.. ليالى الألم
واتفرقوا الأحباب.. واتفرقوا..
وكفايه بقا تعذيب وشقا.. وكفاية بقا تعذيب وشقا... ودموع في فراق ودموع في لقا
تعتب عليا ليه.. أنا في إيديا إيه
تعتب عليا ليه.. أنا بإيديا إيه.. إيه.. إيه
فات المعاد فات فات المعاد
 موسيقى -----
ياما.. ياما كنت أتمنى أقابلك بابتسامة.. أو بنظرة حب.. أو كلمة ملامة
ياما.. ياما.. ياما كنت أتمنى أقابلك بابتسامة.. أو بنظرة حب.. أو كلمة ملامة
بس أنا نسيت الابتسام.. زى ما نسيت الآلام.. والزمن بينسي حزن وفرح ياما
ياما.. ياما.. ياما كنت أتمنى أقابلك بابتسامة.. أو بنظرة حب أو كلمة ملامة
ياما.. ياما.. ياما كنت أتمنى أقابلك بابتسامة.. أو بنظرة حب أو كلمة ملامة
بس انا نسيت الابتسام.. زى ما نسيت الآلام.. والزمن بينسي حزن وفرح ياما
ياما.. إن كان على الحب القديم.. إن كان على الجرح الأليم
إن كان على الحب القديم.. إن كان على الجرح الأليم
ستاير النسيان نزلت بقالها زمان.. ستاير النسيان نزلت بقالها زمان
ستاير النسيان نزلت بقالها زمان.. وإن كان على الحب القديم وآساه... انا نسيته.. أنا... ياريت كمان تنساه.. كمان تنساه.. كمان تنساه
تفيد بإيه.. إيه.. إيه يا ندم يا ندم يا ندم.. وتعمل إيه.. إيه يا عتاب
تفيد بإيه.. إيه.. إيه يا ندم يا ندم يا ندم.. وتعمل إيه.. إيه يا عتاب
طالت.. ليالي.. ليالي.. ليالي الألم... طالت.. ليالي.. ليالي.. ليالي الألم واتفرقوا الأحباب.. اتفرقوا
وكفاية بقى.. تعذيب وشقا... وكفاية بقى.. تعذيب وشقا
ودموع في فراق.. ودموع في لقا... تعتب عليا ليه.. أنا بإيديا إيه... تعتب عليا ليه.. أنا بإيديا إيه.. أنا بإيديا إيه.. إيه
فات المعاد فات.. فات المعاد
 موسيقى ------
الليل.. الليل.. الليل.. ودقة الساعات.. تصحي الليل
الليل.. الليل الليل.. ودقة الساعات.. تصحي الليل
الليل.. الليل الليل.. وحُرقة الآهات في عز الليل
الليل.. آه.. الليل الليل.. ودقة الساعات تصحي الليل
الليل.. الليل الليل.. ودقة الساعات تصحي الليل
الليل.. الليل الليل.. وحُرقة الآهات في عز الليل
وقسوة التنهيد والوحدة والتسهيد... وقسوة التنهيد والوحدة والتسهيد.. لسه ماهمش بعيد.. لسه ماهمش بعيد
وقسوة التنهيد والوحدة والتسهيد... وقسوة التنهيد والوحدة والتسهيد.. لسه ماهمش بعيد.. لسه ماهمش بعيد
آه
وقسوة التنهيد والوحدة والتسهيد... وقسوة التنهيد والوحدة والتسهيد.. لسه ماهمش بعيد.. لسه ماهمش بعيد
وعايزنا نرجع زى زمان.. قول للزمان ارجع يا زمان
عايزنا نرجع زى زمان.. قول للزمان ارجع يا زمان
عايزنا نرجع زى زمان.. قول للزمان ارجع يا زمان
وهاتلى قلب لا داب ولا حب.. ولا انجرح ولا شاف حرمان
وهاتلى قلب لا داب ولا حب.. ولا انجرح ولا شاف حرمان
هاتلى قلب لا داب ولا حب.. ولا انجرح ولا شاف حرمان
تفيد بإيه.. إيه.. إيه يا ندم يا ندم يا ندم.. وتعمل إيه.. إيه يا عتاب
آه
تفيد بإيه.. إيه يا ندم يا ندم يا ندم.. وتعمل إيه.. إيه يا عتاب
طالت.. ليالي.. ليالي.. ليالي الألم
طالت.. ليالي.. ليالي ليالي الألم.. واتفرقوا الأحباب.. اتفرقوا
وكفايه بقا.. تعذيب وشقا... كفاية بقا تعذيب وشقا
ودموع في فراق.. ودموع في لُقا
تعتب عليا ليه.. أنا بإيديا إيه... تعتب عليا ليه.. أنا بإيديا إيه.. أنا بإيديا إيه.. أه.. إيه
فات المعاد.. فات.. فات المعاد
 موسيقى ------
من ناري.. من طول لياليا... من ناري.. ناري.. ناري.. ناري.. ناري.. ناري
من ناري.. من طول لياليا... من ناري.. ناري.. نارى.. ناري.. ناري.. ناري
وفرحة العُزال فيا... وفرحة العُزال فيا... وفرحة العُزال فيا... وفرحة العُزال فيا
من قسوتك وأنت حبيبي... من قسوتك وأنت حبيبي... حبيبي.. حبيبي.. يا حبيبي.. حبيبي
من ناري.. من طول لياليا... من ناري.. ناري..ناري.. نارى.. ناري.. ناري
وفرحة العُزال فيا... آه.. فرحة العُزال فيا.. وفرحة العُزال فيا.. وفرحة العُزال فيا
من قسوتك وأنت حبيبي... من قسوتك وأنت حبيبي.. حبيبي.. حبيبي.. يا حبيبي.. حبيبي
وقسوة الدنيا عليا... وقسوة الدنيا عليا... وقسوة الدينا عليا
بيني وبينك هجر وغدر وجرح في قلبي داريته.. بيني وبينك ليل وفراق وطريق أنت اللى بديته... بينى وبينك ليل وفراق وطريق أنت اللى بديته
بيني وبينك هجر وغدر وجرح في قلبي داريته.. آه.. بيني وبينك ليل وفراق وطريق أنت اللى بديته... بيني وبينك ليل وفراق وطريق أنت اللى بديته
تفيد بإيه.. إيه.. إيه يا ندم يا ندم يا ندم.. وتعمل إيه.. إيه يا عتاب
آه
تفيد بإيه.. آه.. إيه يا ندم يا ندم يا ندم.. وتعمل إيه.. إيه يا عتاب
طالت.. ليالي.. ليالي.. ليالي الألم... طالت ليالى.. ليالي.. آه.. ليالي الألم.. واتفرقوا الأحباب.. اتفرقوا
وكفاية بقا.. تعذيب وشقا... وكفاية بقا.. تعذيب وشقا
ودموع في فراق.. ودموع في لقا
تعتب عليا ليه.. أنا بإيديا إيه... تعتب عليا ليه.. أنا بإيديا إيه.. أنا بإيديا إيه.. إيه.. فات المعاد فات.. فات.. المعاد

## وصلات خارجية
- مطلع فات الميعاد على يوتيوب
- مقطع من فات الميعاد على يوتيوب